# Белый танец (фильм, 1981)
«Белый танец» — советский кинофильм 1981 года, снятый Валентином Виноградовым, его последняя работа как кинорежиссёра.
Выход фильма на экраны состоялся в октябре 1981 года. Фильм посмотрели 1,6 млн зрителей за первый год демонстрации.

## Сюжет
В 1920-е годы Степан Хомутов, возвратившийся с фронтов гражданской войны в кубанскую деревню Талицы, принимает решение организовать коммуну в бывшей княжеской усадьбе. Исхода борьбы между коммунарами и бандитами выжидают крестьяне, боящиеся и тех и других. В это же время бывшая батрачка, а ныне жена богатея, Алёна влюбилась в примкнувшего по слабости характера к бандитам батрака Игнатку, которому поручили сжечь деревню.

## В ролях
- Надежда Бутырцева — Алёна
- Ивар Калныньш — Игнат
- Александр Потапов — Степан
- Виктор Павлов — Пётр
- Витаутас Томкус — Рыбаков
- Борис Новиков — Фома
- Людмила Аринина — Лидия Вениаминовна
- Татьяна Говорова — Настя
- Сергей Бехтерев — Никита
- Сергей Плотников — Матвей Григорьевич
- Валентин Голубенко — Егор Евстихианович
- Валентин Никулин — Федор Лукич
- Виктор Михайлов — Князь
- Анна Твеленева — Княжна
- Александр Милютин — Укропов

## Съёмочная группа
- Режиссёр: Валентин Виноградов
- Сценаристы: Валентин Виноградов, Олег Новопокровский
- Операторы: Владимир Панков, Аркадий Першин
- Композитор: Игорь Кантюков